# KUFA Lyss

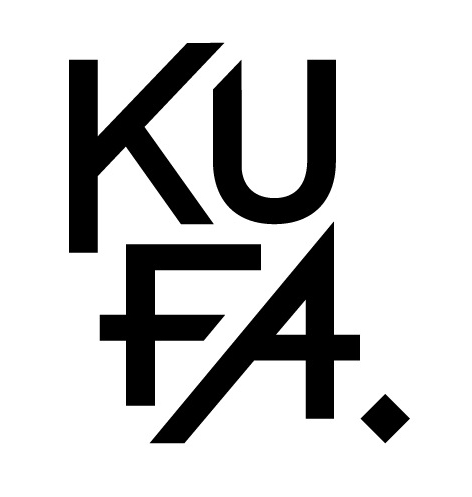
Das offizielle KUFA Logo

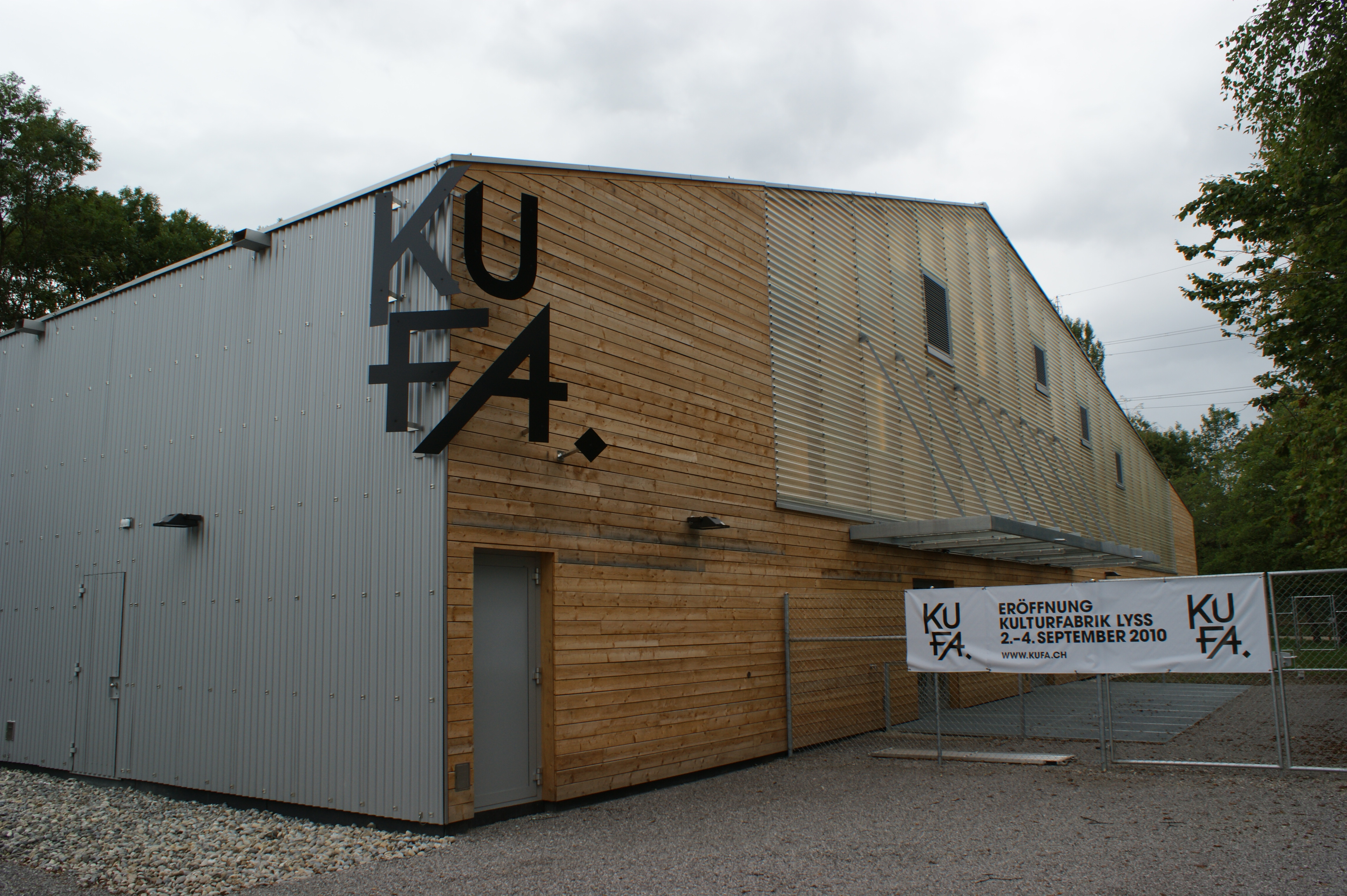
Die neue KUFA an der Werdtstrasse.

Die Kulturfabrik KUFA Lyss ist ein Kulturzentrum in der schweizerischen Gemeinde Lyss im Kanton Bern. Der Betrieb der Kulturfabrik Lyss erfolgt durch den Verein Kulturfabrik KUFA Lyss und ist nicht gewinnorientiert.
Das Kulturzentrum verfügt über eine Halle für 700 Personen und ein Club für 200 Personen. Beide sind mit moderner Bühne, Bar und Soundanlage ausgestattet. Das Kulturzentrum ist mit rund 50'000 Besuchern jährlich das grösste Ausgangslokal der Gemeinde Lyss und ein wichtiger Bestandteil der Kultur im Seeland. Die KUFA bietet rund 200 jährliche Veranstaltungen wie Konzerte, Partys, Schüler-Discos und Theaterveranstaltungen. Das Kulturzentrum hat 9 Festangestellte (mit ±400 Anstellungsprozent) und ein Team von circa 150 ehrenamtlichen und im Stundenlohn bezahlten Mitarbeitern.

## Geschichte
Das Kulturzentrum wurde 1998 durch den Jugendverein Lyss gegründet und nutzte zunächst leerstehende Räumlichkeiten einer stillgelegten Créabeton-Fabrikhalle nahe dem Bahnhof der Stadt. Anfänglich hiess die Kulturfabrik noch "Free Time" und war ein Jugendtreffpunkt. Schon im nächsten Jahr wurde das Free Time in Kulturfabrik KUFA umbenannt und wurde von einer Gruppe Jugendlicher semi-professionell weitergeführt. Im Jahr 2007 erhielt die KUFA die Kündigung des Mietvertrages und musste das Gebäude am Steinweg räumen. Die alten Fabrikhallen mussten der Grossüberbauung "Lyssbachpark" weichen.

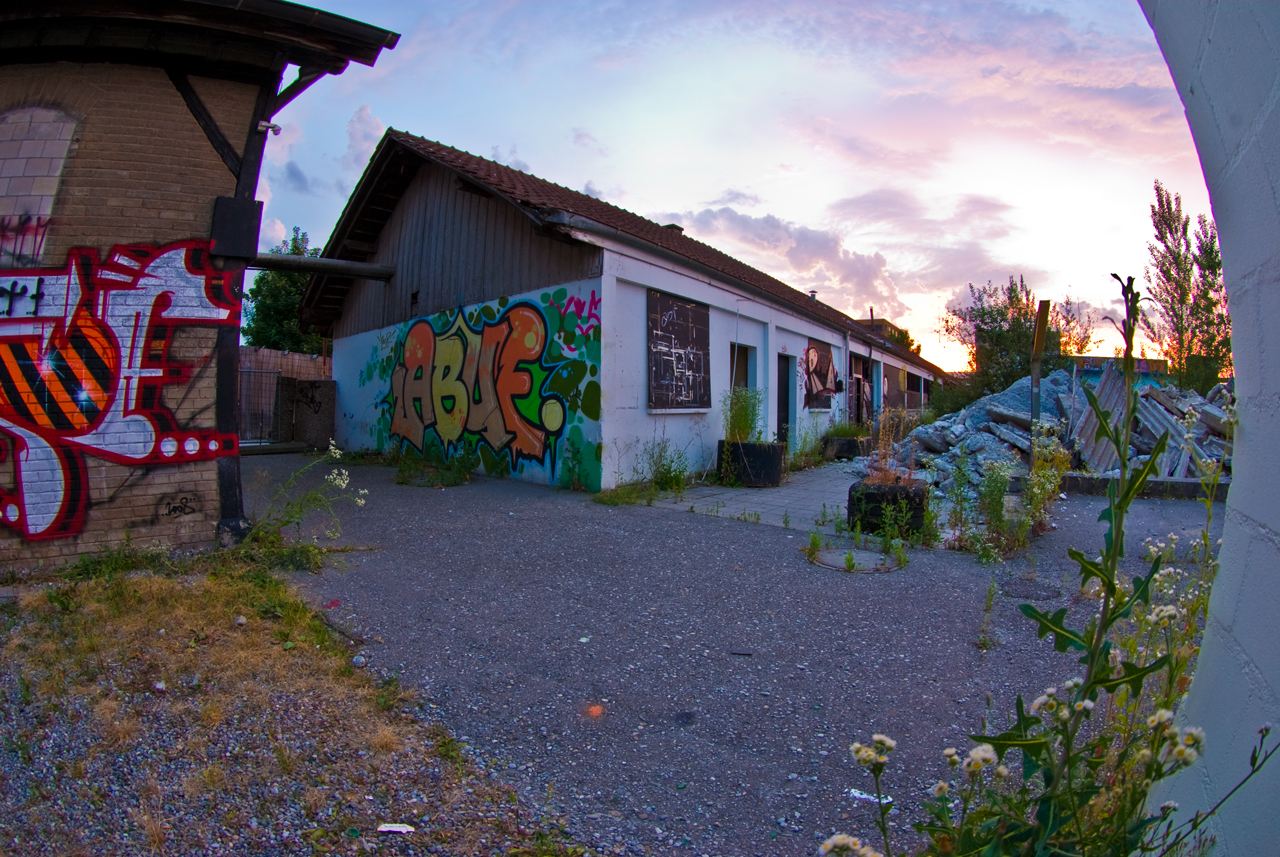
Die alte Kulturfabrik am Steinweg. Links die Halle und rechts das KUFA libre.

## Übergangsphase
Nach der Schliessung der alten KUFA wurde die Übergangslösung "mobile KUFA" ins Leben gerufen. In einem Anhänger, der sich zu einem Haus aufklappen lässt, zog die KUFA in Lyss von Standort zu Standort und veranstaltete während einer Saison Konzerte und Partys. Während der Übergangsphase organisierte eine Task-Force die Planung der neuen Kulturfabrik. Während zwei Jahren wurden viele Gespräche geführt, Standorte gesucht, Sponsoren organisiert, mit den umliegenden Gemeinden verhandelt, Architekten verpflichtet und die Stiftung "Kulturhalle" gegründet. Im August 2009 wurde der Spatenstich im Beisein von Medien und Politik vollführt.

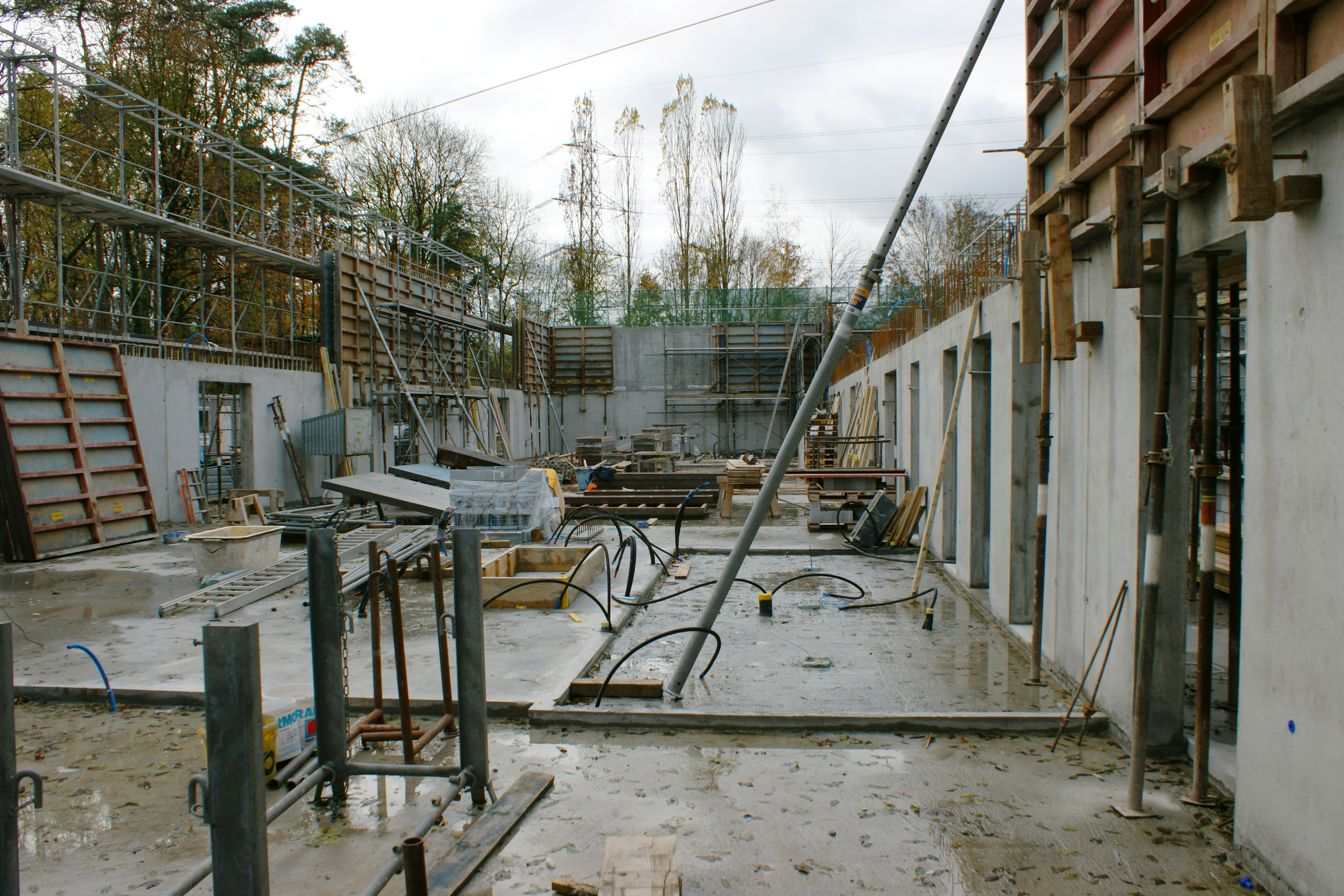
Die KUFA während der Bauphase im November 2009.

## Neubau
In der Bauphase, welche ein Jahr dauerte, entstand im Nordwesten der Gemeinde an der Werdtstrasse, zwischen der A6 und der Alten Aare, die neue Kulturfabrik. Am Wochenende vom 2.–4. September 2010 wurde der Neubau eröffnet. Der Neubau ist ein Holz-Betonbau, gebaut nach Minergie-Standard, mit einer Photovoltaikanlage auf dem Dach.
Rund um die KUFA befinden sich zwei Fussballplätze, das Parkschwimmbad Lyss, 500 kostenlose Parkplätze sowie die Moonliner-Haltestelle „KUFA“ der Linie Bern-Biel.

## Jugend- und Sozialarbeit
Die KUFA ist ein Teil der aktiv gelebten Jugendarbeit in Lyss und im Seeland. In Kooperation mit der Kinder- und Jugendfachstelle Lyss und Umgebung ist ein Grossteil des KUFA-Programms auf Jugendliche zwischen 16 und 20 Jahren ausgerichtet. Dies sind vor allem Disco-Veranstaltungen, welche die Jugendlichen in Zusammenarbeit mit der KUFA selber organisieren und durchführen. Für Schülerinnen und Schüler bietet die KUFA mit dem Schülerbandfestival, mit Kinder- und Schülerdiscos sowie mit weiteren Veranstaltungen in Zusammenarbeit mit der Kinder- und Jugendfachstelle ebenso ein spannendes Programm an. Dazu gehören unter anderem Bar-Kurse, DJ-Kurse und Theater von und für Schülerinnen und Schüler. Der grösste und wichtigste Teil der Jugend- und Sozialarbeit in der Kulturfabrik KUFA ist die Möglichkeit zur Mitarbeit im KUFA Team. Das KUFA-Team besteht mittlerweile aus über 200 Jugendlichen und jungen Erwachsenen. Es gilt der Grundsatz: Jede und jeder ab dem 16. Lebensjahr ist willkommen. Die Jugendlichen können sich frei nach Wahl in folgenden Jobs anstellen lassen: Garderobe, Kasse, Bar, Reinigung, Dekoration, Eventorganisation, Technik (Sound + Licht), Bandbetreuung, Kochen, Foodstand, Fotograf, Security, Grafik, Video und Schreiberling. Für viele Jugendliche ist die KUFA die erste Arbeitsstelle und somit der Einstieg ins Berufsleben. Sie werden in jeden Job von Grund auf eingearbeitet, mit Checklisten, Ausbildungshandbüchern und Schulungstagen. Dabei lernen sie, sich an Regeln und Pflichten zu halten und Verantwortung für ihre Arbeit zu übernehmen. Für motivierte Jugendliche gibt es in der KUFA auch die Möglichkeit, die Karriereleiter hochzuklettern: Sie können sich zu Anlassleitenden, Barchefs, Securitychefs und Technikchefs ausbilden lassen. Als solche sind sie an den Events der KUFA jeweils für ihren Bereich zuständig und können so in einem jungen Alter eine grosse Verantwortung wahrnehmen.